# 不裂果香草
不裂果香草（学名：Lysimachia evalvis）为报春花科珍珠菜属的植物。分布于尼泊尔、不丹、锡金、印度、缅甸以及中国大陆的西藏等地，生长于海拔1,400米的地区，多生长在路边，目前尚未由人工引种栽培。